# Flexibles Verbundrohr
Bei flexiblen Verbundrohren handelt es sich um werkmäßig mit einer Wärmedämmung versehene Rohrleitungen zum Transport warmgehender Medien, vor allem Wasser; seltener auch für kaltgehende Medien. Flexible Verbundrohre werden typischerweise in Nahwärme- und Fernwärmenetzen eingesetzt und meist direkt im Erdreich verlegt. Zum Überbrücken von längeren Entfernungen werden speziell in Fernwärmenetzen alternativ auch steife Kunststoffmantelverbundrohre verwendet.
Das Mediumrohr besteht entweder aus Weichstahl, Kupfer, Mehrschichtverbund, vernetztem Polyethylen, Polybuten-1 oder aus Wellrohr aus rostfreiem Stahl. Die Wärmedämmung besteht aus flexiblem Polyurethanschaum, seltener auch Polyisocyanuratschaum und das Mantelrohr aus Polyethylen oder gewelltem Stahlblech, das außen mit Polyethylen überzogen ist. 
Medienrohre aus Metall sind meist für Betriebsdrücke bis 1,6 MPa (16 bar, entspricht PN16) ausgelegt, Medienrohre aus Kunststoff meist für Betriebsdrücke bis 600 kPa (6 bar, entsprechend PN6), wobei dieser Druck für die obere Dauerbetriebsgrenztemperatur gilt. Die obere Grenztemperatur für den Dauerbetrieb wird bei Medienrohren aus Metall durch die Wärmedämmung bestimmt und liegt bei Polyurethanschaum bei ca. 140 °C und bei Polyisocyanuratschaum bei ca. 160 °C. 
Bei Medienrohren aus Kunststoff wird die obere Grenztemperatur für den Dauerbetrieb durch das Material des Medienrohrs selbst bestimmt und liegt bei ca. 90 °C. 
Das Mantelrohr schützt die Wärmedämmung vor äußeren Einflüssen. 
Die Wärmedämmung aus Polyurethanschaum trägt das Gewicht des befüllten Medienrohrs und stellt einen kraftschlüssigen Verbund zwischen Mediumrohr, Wärmedämmung und Mantelrohr her. Durch diesen Verbund werden die durch die Erwärmung der Rohrleitung auftretenden Kräfte abgefangen und in das Erdreich abgeleitet. 
Übliche Dimensionen von Medienrohren aus Kunststoff liegen im Bereich von 25×2,3 bis 160×14,6 für PN6. Für die seltener verwendeten Medienrohre der Nenndruckstufen PN8 und PN10 werden größere Wandstärken benötigt. Übliche Dimensionen von Medienrohren aus Kupfer betragen 15 bis 54 mm Außendurchmesser, von Medienrohren aus Weichstahl bei 20 bis 28 mm Außendurchmesser und von Medienrohren aus gewelltem rostfreiem Stahl bei 14 bis 197 mm Innendurchmesser. 
Flexible Verbundrohre werden als Rollenware geliefert und ähnlich wie Kabel meist direkt von der Trommel verlegt. Längen bis ca. 50 m in Medienrohren kleiner Dimension, die z. B. für Hausanschlüsse benötigt werden, werden auch als Ringbunde an die Baustelle geliefert. Die auf der Baustelle herzustellenden Verbindungen beschränken sich auf die Anschlüsse sowie gegebenenfalls Abzweige und Verbindungen zwischen zwei Trommellängen. Lediglich für Sonderanwendungen sowie sehr große Rohrdurchmesser wird auch Stangenware geliefert. 
Bei der Verlegung können Hindernisse im Boden wie große Steine, Fundamentreste, andere Ver- und Entsorgungsleitungen, sowie erhaltenswerte Bäume umgangen werden. Die grabenlose Verlegung mittels Horizontalspülbohrverfahren oder Erdrakete ist möglich. Flexible Verbundrohre mit einem Medienrohr aus Kunststoff oder einem als Wellrohr ausgeführtem Medienrohr aus rostfreiem Stahl sind hinsichtlich der Wärmeausdehnung selbstkompensierend. In Rohrnetzen aus diesen Rohren kann auf Kompensationselemente wie Axialkompensator, U-Bogen oder Z-Bogen verzichtet werden. Bei nicht selbstkompensierenden flexiblen Verbundrohren werden Kompensationsbögen durch eine entsprechende Verlegung der Leitung realisiert, wodurch auf zusätzliche Kompensationselemente samt Verbindungen verzichtet werden kann. Flexible Verbundrohre mit einem Medienrohr aus Kunststoff und einem Mantelrohr aus Polyethylen werden auch mit dem Kürzel PMR (polymeres Mediumrohr) bezeichnet, solche mit einem Mediumrohr aus Metall mit dem Kürzel MMR (metallisches Mediumrohr). Seit Juni 2009 existiert für flexible Verbundrohre die europäische Norm EN 15632. 

## Rohrnetzüberwachung und Leckortung
Flexible Verbundrohre können mit einem Überwachungssystem ausgerüstet werden, das auf Feuchtigkeit in der Wärmedämmung anspricht. In die Wärmedämmung der Rohre werden zu diesem Zweck meist zwei Drähte eingebettet, die per Widerstands- und Laufzeitmessung zur Rohrnetzüberwachung und Leckortung benutzt werden. 
Das „Nordische System“ verwendet zwei blanke Kupferdrähte, von denen häufig einer verzinnt ist. Das „Widerstands-Ortungs-Verfahren“ arbeitet mit einem teilisolierten Widerstandsdraht aus einer Chrom-Nickel-Legierung und einem blanken Kupferdraht. Sind drei Drähte eingebettet, sind dies meist zwei blanke Kupferdrähte, davon einer ggf. verzinnt, sowie ein teilisolierter Chrom-Nickel-Draht, womit wahlweise das Nordische System oder das Widerstands-Ortungs-Verfahren realisiert werden können.

## Bilder

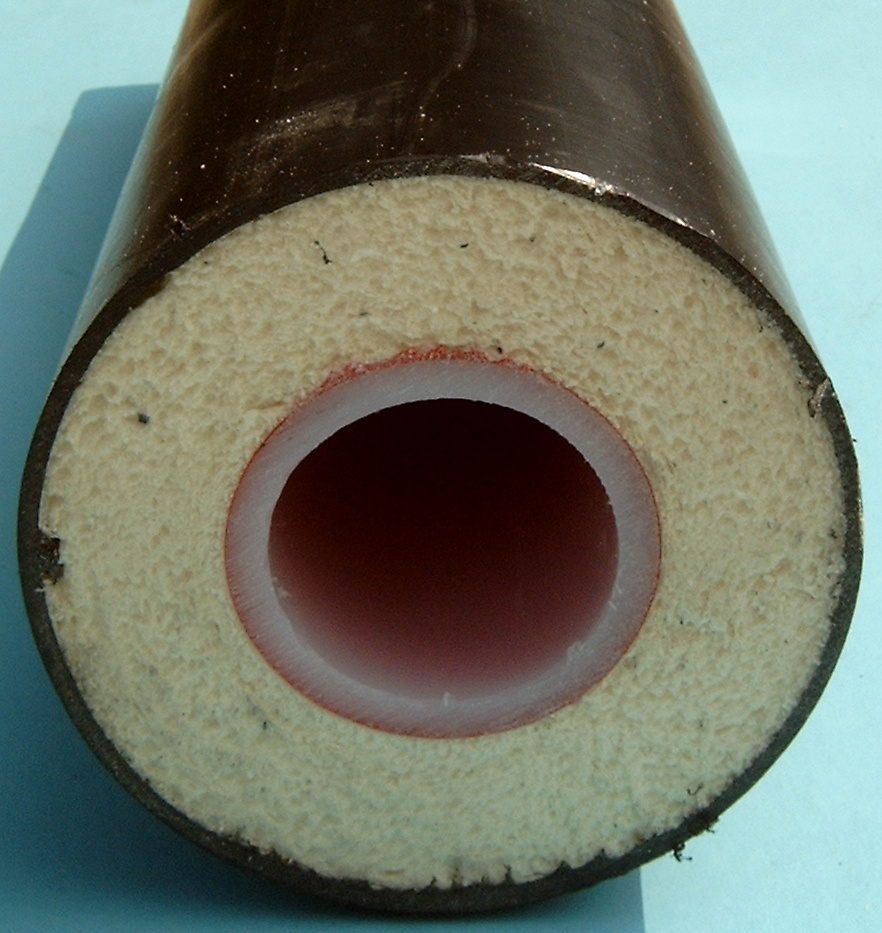
Fabrikneues flexibles Verbundrohr: Mediumrohr aus vernetztem Polyethylen, Mantelrohr aus Polyethylen, Dimension 63×5,8/125
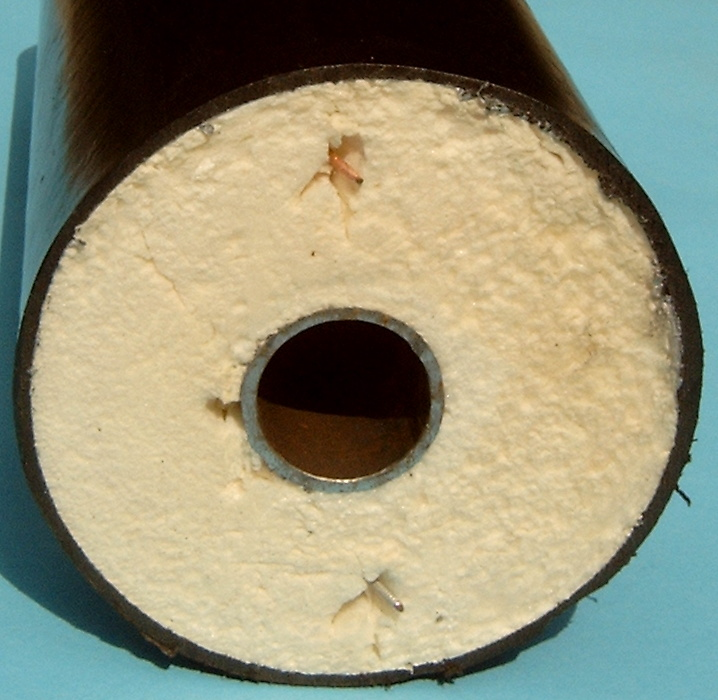
Fabrikneues flexibles Verbundrohr: Mediumrohr aus Weichstahl, Mantelrohr aus Polyethylen, Dimension 28/90, mit Überwachungssystem vom Typ „Nordisches System“
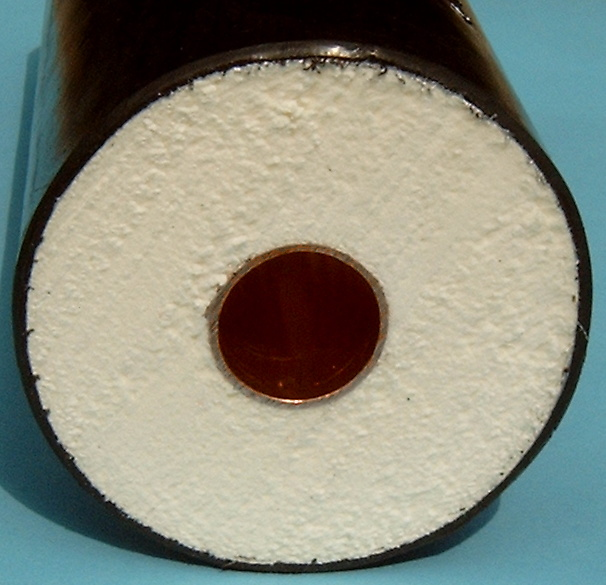
Fabrikneues flexibles Verbundrohr: Mediumrohr aus Kupfer, Mantelrohr aus Polyethylen, Dimension 28/90
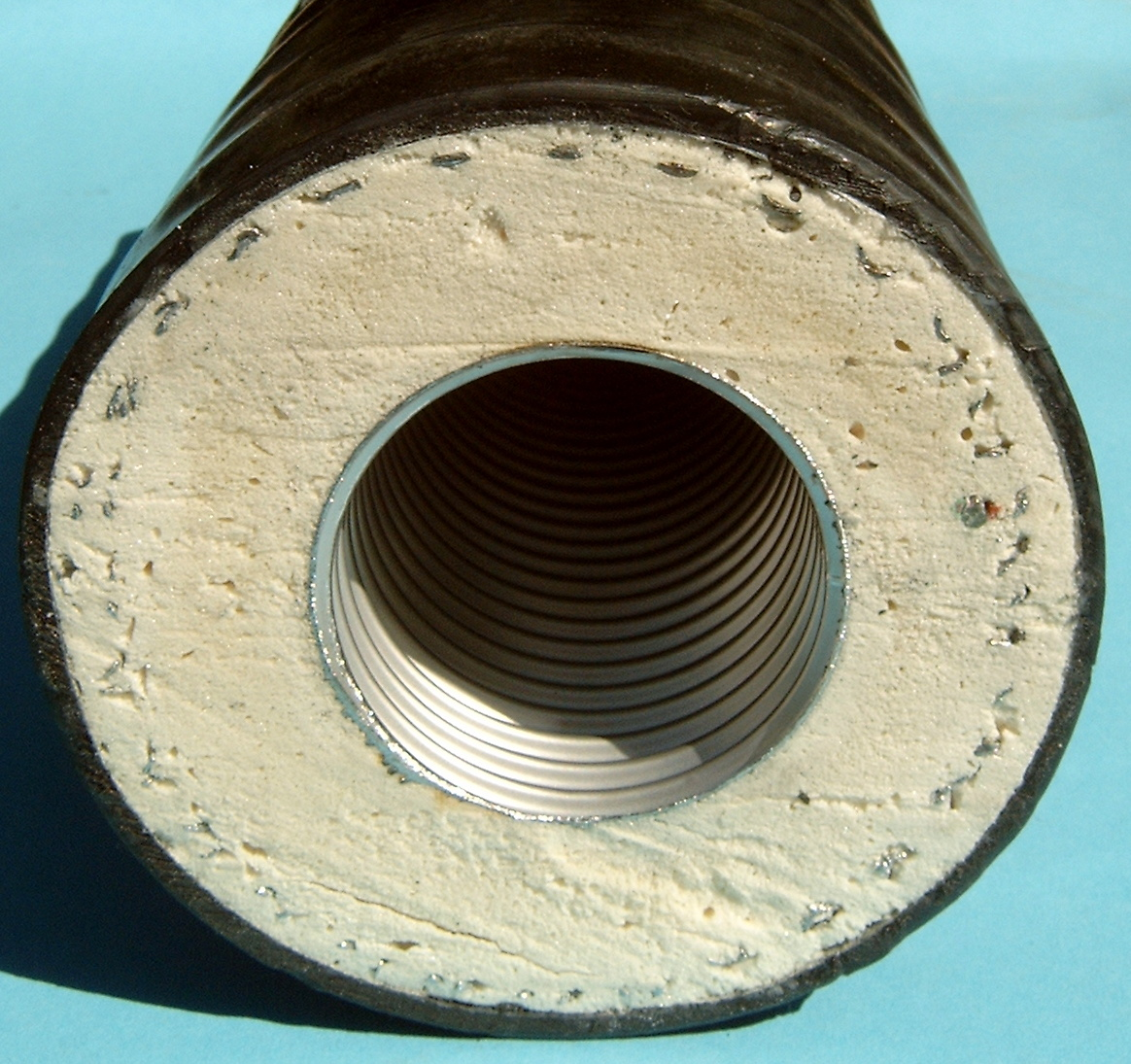
Fabrikneues flexibles Verbundrohr mit Mediumrohr aus gewelltem rostfreiem Stahl, Wärmedämmung aus Polyurethanschaum mit Streckmetalleinlage in Mantelrohrnähe und Mantelrohr aus Polyethylen; Dimension 60/126, mit Überwachungssystem (beide Typen)